# Goodhue County
Goodhue County er et county i den amerikanske delstat Minnesota. Amtet ligger i de sydøstlige del af delstaten og grænser op til Wabasha County og Olmsted County i sydøst, Dodge County i sydvest, Rice County i vest og mod Dakota County i nordvest. Amtet grænser desuden op til delstaten Wisconsin i nordøst hvor floden Mississippi udgør en naturlig grænse.
Goodhue totale areal er 2 021 km² hvoraf 57 km² er vand. I 2000 havde amtet 44.127 indbyggere. Amtets administration ligger i byen Red Wing. 
Amtet har fået sit navn efter James Madison Goodhue.

## Demografi
Ifølge folketællingen fra 2000 boede der 44.127 personer i amtet. Der var 16.983 husstande med 11.905 familier. Befolkningstætheden var 22 personer pr. km². Befolkningens etniske sammensætning var som følger: 96,57% hvide, 0,63% afroamerikanere.
Der var 131.151 husstande, hvoraf 33,80% havde børn under 18 år boende. 59,20% var ægtepar, som boede sammen, 7,20% havde en enlig kvindelig forsøger som beboer, og 29,90% var ikke-familier. 25,20% af alle husstande bestod af enlige, og i 11,50% af tilfældende boede der en person som var 65 år eller ældre.
Gennemsnitsindkomsten for en hustand var $46.972 årligt, mens gennemsnitsindkomsten for en familie var på $55.689 årligt.